# ديسبيليون (كاستوريا)
ديسبيليون (Δισπήλιον) هي مدينة في كاستوريا في مقاطعة فوريا إلادا في اليونان.
يبلغ عدد سكانها حوالي 1315 نسمة.